# UCI ProSeries 2024
Die UCI ProSeries 2024 war die fünfte Austragung des zur Saison 2020 vom Weltradsportverband UCI für Männer eingeführten Straßenradsport-Kalenders unterhalb der UCI WorldTour. Insgesamt wurden 55 Wettbewerbe vom 31. Januar bis 20. Oktober 2024 ausgetragen; davon 33 Eintagesrennen und 22 Etappenrennen. Auf dem Terminkalender standen Rennen in Europa, Amerika und Asien.
An den einzelnen Rennen konnten neben UCI ProTeams auch die höchste Kategorie der UCI-registrierten Radsportteams, die UCI WorldTeams teilnehmen. Außerdem konnten UCI Continental Teams, UCI Cyclo-Cross Professional Teams und Nationalteams eingeladen werden.

## Rennen
| Datum                           | Rennen                              | Sieger                                                                      |
| ------------------------------- | ----------------------------------- | --------------------------------------------------------------------------- |
| 31. Januar – 5. Februar 2024    | Volta a la Comunitat Valenciana     | Brandon McNulty (UAE Team Emirates)                                         |
| 10. Februar                     | Figueira Champions Classic          | Remco Evenepoel (Soudal Quick-Step)                                         |
| 10. – 14. Februar 2024          | Tour of Oman                        | Adam Yates (UAE Team Emirates)                                              |
| 11. Februar 2024                | Clásica de Almería                  | Olav Kooij (Team Visma-Lease a Bike)                                        |
| 14. – 18. Februar 2024          | Algarve-Rundfahrt                   | Remco Evenepoel (Soudal Quick-Step)                                         |
| 14. – 18. Februar 2024          | Andalusien-Rundfahrt                | wegen Bauernprotesten nur 5km Zeitfahren absolviert – Bewertung noch unklar |
| 24. Februar 2024                | Faun-Ardèche Classic                | Juan Ayuso (UAE Team Emirates)                                              |
| 25. Februar 2024                | Faun Drôme Classic                  | Marc Hirschi (UAE Team Emirates)                                            |
| 25. Februar 2024                | Kuurne-Bruxelles-Kuurne             | Wout van Aert (Team Visma-Lease a Bike)                                     |
| 28. Februar 2024                | Trofeo Laigueglia                   | Lenny Martinez (Groupama-FDJ)                                               |
| 13. März 2024                   | Nokere Koerse                       | Tim Merlier (Soudal Quick-Step)                                             |
| 13. März 2024                   | Mailand-Turin                       | Alberto Bettiol (EF Education-EasyPost)                                     |
| 14. März 2024                   | Grand Prix de Denain                | Jannik Steimle (Q36.5 Pro Cycling Team)                                     |
| 15. März 2024                   | Bredene Koksijde Classic            | Luca Mozzato (Arkéa-B&B Hotels)                                             |
| 30. März 2024                   | Gran Premio Miguel Induráin         | Brandon McNulty (UAE Team Emirates)                                         |
| 3. April 2024                   | Scheldeprijs                        | Tim Merlier (Soudal Quick-Step)                                             |
| 10. April 2024                  | Pfeil von Brabant                   | Benoît Cosnefroy (Decathlon AG2R La Mondiale Team)                          |
| 15. – 19. April 2024            | Tour of the Alps                    | Juan Pedro López (Lidl-Trek)                                                |
| 21. – 28. April 2024            | Presidential Cycling Tour of Turkey | Frank van den Broek (Team dsm-firmenich PostNL)                             |
| 4. Mai 2024                     | Grand Prix du Morbihan              | Benoît Cosnefroy (Decathlon AG2R La Mondiale Team)                          |
| 5. Mai 2024                     | Tro-Bro Léon                        | Arnaud De Lie (Lotto Dstny)                                                 |
| 8. – 12. Mai 2024               | Tour de Hongrie                     | Thibau Nys (Lidl-Trek)                                                      |
| 14. – 19. Mai 2024              | 4 Jours de Dunkerque                | Sam Bennett (Decathlon AG2R La Mondiale Team)                               |
| 23. – 25. Mai 2024              | Boucles de la Mayenne               | Alberto Bettiol (EF Education-EasyPost)                                     |
| 23. – 26. Mai 2024              | Tour of Norway                      | Axel Laurance (Alpecin-Deceuninck)                                          |
| 29. Mai 2024                    | Circuit Franco-Belge                | Biniam Girmay (Intermarché-Wanty)                                           |
| 2. Juni 2024                    | Brussels Cycling Classic            | Jonas Abrahamsen (Uno-X Mobility)                                           |
| 8. Juni 2024                    | Dwars door het Hageland             | Gianni Vermeersch (Alpecin-Deceuninck)                                      |
| 12. – 16. Juni 2024             | Belgien-Rundfahrt                   | Søren Wærenskjold (Uno-X Mobility)                                          |
| 12. – 16. Juni 2024             | Tour of Slovenia                    | Giovanni Aleotti (Bora-hansgrohe)                                           |
| 7. – 14. Juli 2024              | Tour of Qinghai Lake                | Jefferson Cepeda (Caja Rural-Seguros RGA)                                   |
| 22. – 26. Juli 2024             | Tour de Wallonie                    | Matteo Trentin (Tudor Pro Cycling Team)                                     |
| 5. – 9. August 2024             | Vuelta a Burgos                     | Sepp Kuss (Team Visma-Lease a Bike)                                         |
| 8. – 11. August 2024            | Arctic Race of Norway               | Magnus Cort Nielsen (Uno-X Mobility)                                        |
| 14. – 18. August 2024           | Dänemark-Rundfahrt                  | Arnaud De Lie (Lotto Dstny)                                                 |
| 21. – 25. August 2024           | Deutschland Tour                    | Mads Pedersen (Lidl-Trek)                                                   |
| 1. September 2024               | Maryland Cycling Classic            | abgesagt                                                                    |
| 3. – 8. September 2024          | Tour of Britain                     | Stephen Williams (Israel-Premier Tech)                                      |
| 8. September 2024               | GP Fourmies                         | Arvid de Kleijn (Tudor Pro Cycling Team)                                    |
| 8. September 2024               | Gran Premio Industria & Artigianato | Marc Hirschi (UAE Team Emirates)                                            |
| 12. September 2024              | Coppa Sabatini                      | Marc Hirschi (UAE Team Emirates)                                            |
| 18. September 2024              | Grand Prix de Wallonie              | Roger Adrià (Red Bull-Bora-hansgrohe)                                       |
| 18. – 22. September 2024        | Luxemburg-Rundfahrt                 | Antonio Tiberi (Bahrain Victorious)                                         |
| 21. September 2024              | SUPER 8 Classic                     | Filippo Baroncini (UAE Team Emirates)                                       |
| 29. September – 6. Oktober 2024 | Tour de Langkawi                    | Max Poole (Team dsm-firmenich PostNL)                                       |
| 3. Oktober 2024                 | Sparkassen Münsterland Giro         | Jasper Philipsen (Alpecin-Deceuninck)                                       |
| 5. Oktober 2024                 | Giro dell’Emilia                    | Tadej Pogačar (UAE Team Emirates)                                           |
| 6. Oktober 2024                 | Paris-Tours                         | Christophe Laporte (Team Visma-Lease a Bike)                                |
| 7. Oktober 2024                 | Coppa Bernocchi                     | Stan Van Tricht (Alpecin-Deceuninck)                                        |
| 8. Oktober 2024                 | Tre Valli Varesine                  | wegen schlechter Wetterlage abgebrochen                                     |
| 10. Oktober 2024                | Gran Piemonte                       | Neilson Powless (EF Education-EasyPost)                                     |
| 10. – 13. Oktober 2024          | Tour of Taihu Lake                  | Jelte Krijnsen (Parkhotel Valkenburg)                                       |
| 16. Oktober 2024                | Giro del Veneto                     | Corbin Strong (Israel-Premier Tech)                                         |
| 20. Oktober 2024                | Veneto Classic                      | Magnus Cort Nielsen (Uno-X Mobility)                                        |
| 20. Oktober 2024                | Japan Cup                           | Neilson Powless (EF Education-EasyPost)                                     |